# Tomas Rudin

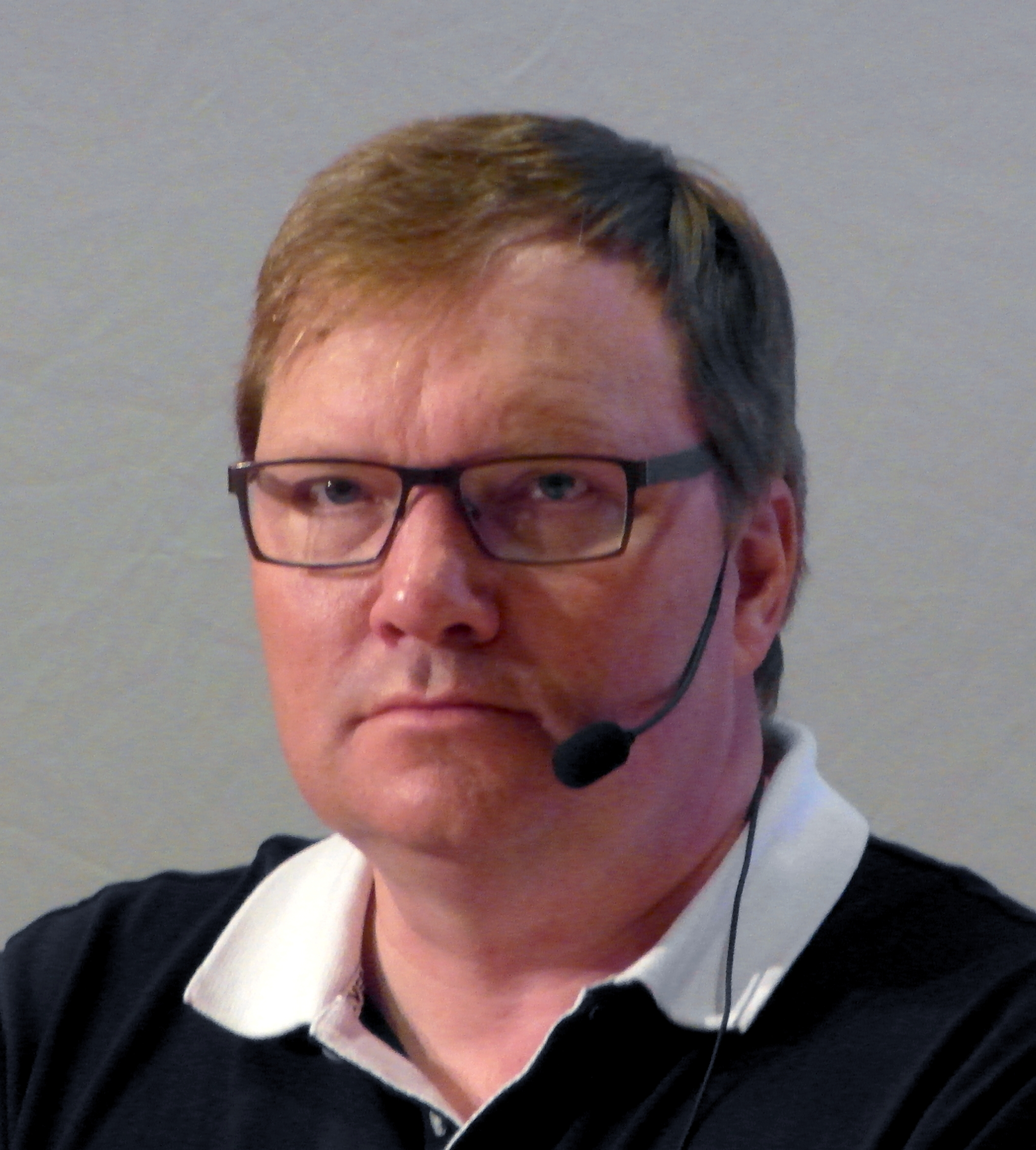
Tomas Rudin i Almedalen 2013.

Carl Tomas Rudin, född 23 februari 1965 i Skarpnäcks församling i Stockholm, är en socialdemokratisk politiker och tidigare borgarråd i Stockholms stad. Tomas Rudin var mellan 2002 och 2010 sekreterare i Stockholms arbetarekommun. Han har varit ledamot i landstingsfullmäktige i Stockholms läns landsting och kandiderade dit även i valet 2010 men avsade sig uppdragen efter att ha blivit vald till borgarråd i Stockholm.

## Bakgrund, karriär och uppdrag
Karriären startade i Stockholms SSU-distrikt där han var ordförande mellan 1988 och 1992. Tomas Rudin har arbetat som informationschef på LO
och talskrivare åt Stig Malm. Innan dess gjorde han en kort karriär som förtroendevald i studentkåren på Stockholms Universitet.
Tomas Rudin har bland annat engagerat sig mot utförsäljningen av allmännyttan i Stockholms stad, som vice ordförande i styrelsen i Familjebostäder, en post han innehar sedan 2007. Han är också styrelsemedlem i styrelsen för Landstingshuset i Stockholm AB och sitter i Stockholmsregionens Europakommitté.
Tomas Rudin har varit vice ordförande för styrelsen för Sveriges Radio .

## Avgång
I februari 2014 åtalades Rudin för snatteri av en flaska whisky från Systembolaget i Farsta. Han erkände gärningen och blev sjukskriven från sina uppdrag för att söka hjälp för alkoholproblem. Den 2 maj 2014 meddelade han att han definitivt lämnar sina politiska uppdrag.